# دونالد جلاسر
دونالد آرثر جلاسر (بالإنجليزية: Donald Arthur Glaser)‏ من مواليد (21 سبتمبر 1926) هو عالم فيزياء أمريكي. حاز جائزة نوبل للفيزياء عام 1960 ، وحازعلى الجائزة عن اختراعه لغرفة الفقاقيع bubble chamber. وبواسطتها يمكن مشاهدة وتصوير مسارات الجسيمات النووية المشحونة في السوائل ودراسة تفاعلاتها مع ذرات السائل.

## التعليم
وُلد جلاسر، في كليفلاند بولاية أوهايو، وحصل على شهادة البكالوريوس في الفيزياء والرياضيات من كلية العلوم التطبيقية في عام 1946. وقد أكمل درجة الدكتوراه في الفيزياء من معهد كاليفورنيا للتكنولوجيا في عام 1949. استلم جلاسر منصب مُدرّس في جامعة ميشيغان في عام 1949، ثم رُقّي إلى أستاذ في عام 1957. وانضم إلى هيئة التدريس في جامعة كاليفورنيا في بيركلي، في عام 1959، كأستاذ للفيزياء. خلال هذا الوقت، تناول في  أبحاثه الجسيمات الأولية قصيرة العمر.
غيّر جلاسر مجال أبحاثه إلى علم الأحياء الجزيئي في عام 1962، وبدأ بدراسة السرطان الناجم عن الأشعة فوق البنفسجية. وفي عام 1964، حصل على لقب إضافي وهو أستاذ في البيولوجيا الجزيئية. بقي جلاسر أستاذًا للفيزياء وعلم الأعصاب في كلية الدراسات العليا (منذ عام 1989) وحتى وفاته.

## حياته الشخصية
وُلد دونالد جلاسر في 21 سبتمبر من عام 1926 في كليفلاند بولاية أوهايو لوالديه المهاجرَين من روسيا، لينا ووليام جلاسر، كان والده رجل أعمال. استمتع دونالد بالموسيقى وعزف على البيانو والكمان والفيولا. ذهب إلى مدرسة كليفلاند هايتس الثانوية، وأصبح مهتمًا بالفيزياء كوسيلة لفهم العالم المادي. توفي أثناء نومه عن عمر يناهز 86 عامًا في 28 فبراير من عام 2013 في بيركلي، كاليفورنيا. عاش مع زوجته لين جلاسر وابنته لويز جلاسر وابنه ويليام جلاسر وأحفاده إميلي وكاثرين شرينر وكارولين وجوليا وماكس جلاسر.

## التعليم ومهنته المبكرة
درس جلاسر في كلية العلوم التطبيقية (الآن جامعة كيس وسترن ريسرف)، وحصل على درجة البكالوريوس في مادتي الفيزياء والرياضيات في عام 1946. وخلال فترة دراسته هناك، أصبح مهتمًا بشكل خاص بفيزياء الجسيمات. عزف على الفيولا في أوركسترا كليفلاند في أثناء وجوده في الجامعة، وأعطى دروسًا في الرياضيات في الكلية بعد التخرج. ثم تابع دراسته في معهد كاليفورنيا للتكنولوجيا، وحصل على درجة الدكتوراه في الفيزياء. قاده اهتمامه بفيزياء الجسيمات إلى العمل مع كارل ديفيد أندرسون الحائز على جائزة نوبل، لدراسة الأشعة الكونية. فضّل إمكانية الوصول إلى أبحاث الأشعة الكونية على أبحاث الفيزياء النووية. تعلّم في معهد كاليفورنيا للتكنولوجيا، مهارة تصميم وبناء المعدات التي يحتاجها لتجاربه، وأثبتت هذه المهارة فائدتها طوال حياته المهنية. حضر أيضًا حلقات دراسية عن علم الوراثة الجزيئي لماكس دلبروك الحائز على جائزة نوبل. أكمل جلاسر أطروحة الدكتوراه بعد البدء في عمله كمدرس في جامعة ميشيغان عام 1949.

## غرفة الفقاقيع
بدأ جلاسر بالعمل على تجاربه التي أدت إلى إنشاء غرفة الفقاقيع في أثناء تدريسه في جامعة ميشيغان. وقد أثبتت تجربته مع الغرف السحابية في معهد كاليفورنيا للتكنولوجيا أنها غير كافية لدراسة الجسيمات الأولية. في الغرفة السحابية، تمر الجسيمات عبر الغاز وتتصادم مع الصفائح المعدنية.
يُعتقد أن جلاسر قد استوحى اختراعه من الفقاعات الموجودة في كوب البيرة. ومع ذلك، في حديثٍ معه عام 2006، دحض هذه القصة، قائلاً إنه على الرغم من أن البيرة لم تكن مصدر إلهامه لاختراع غرفة الفقاقيع، إلا أنه نّفذ بعض التجارب باستخدام البيرة لملء النماذج الأولية.
كان اختراعه الجديد مثاليًا للاستخدام مع المُسرّعات عالية الطاقة، لذا سافر إلى مختبر بروكهافن الوطني مع بعض الطلاب لدراسة الجسيمات الأولية باستخدام المسرِّع هناك. جلبت التصورات التي أنشأها جلاسر مع غرفة الفقاقيع اعترافًا بأهمية جهازه، وكان قادرًا على الحصول على تمويل لمواصلة تجاربه مع غرف أكبر. انضم جلاسر إلى لويس ألفاريز الحائز على جائزة نوبل، الذي كان يعمل في غرفة فقاعة هيدروجينية في جامعة كاليفورنيا في بيركلي. قبل جلاسر عرضًا ليصبح أستاذًا للفيزياء هناك في عام 1959.

## جائزة نوبل

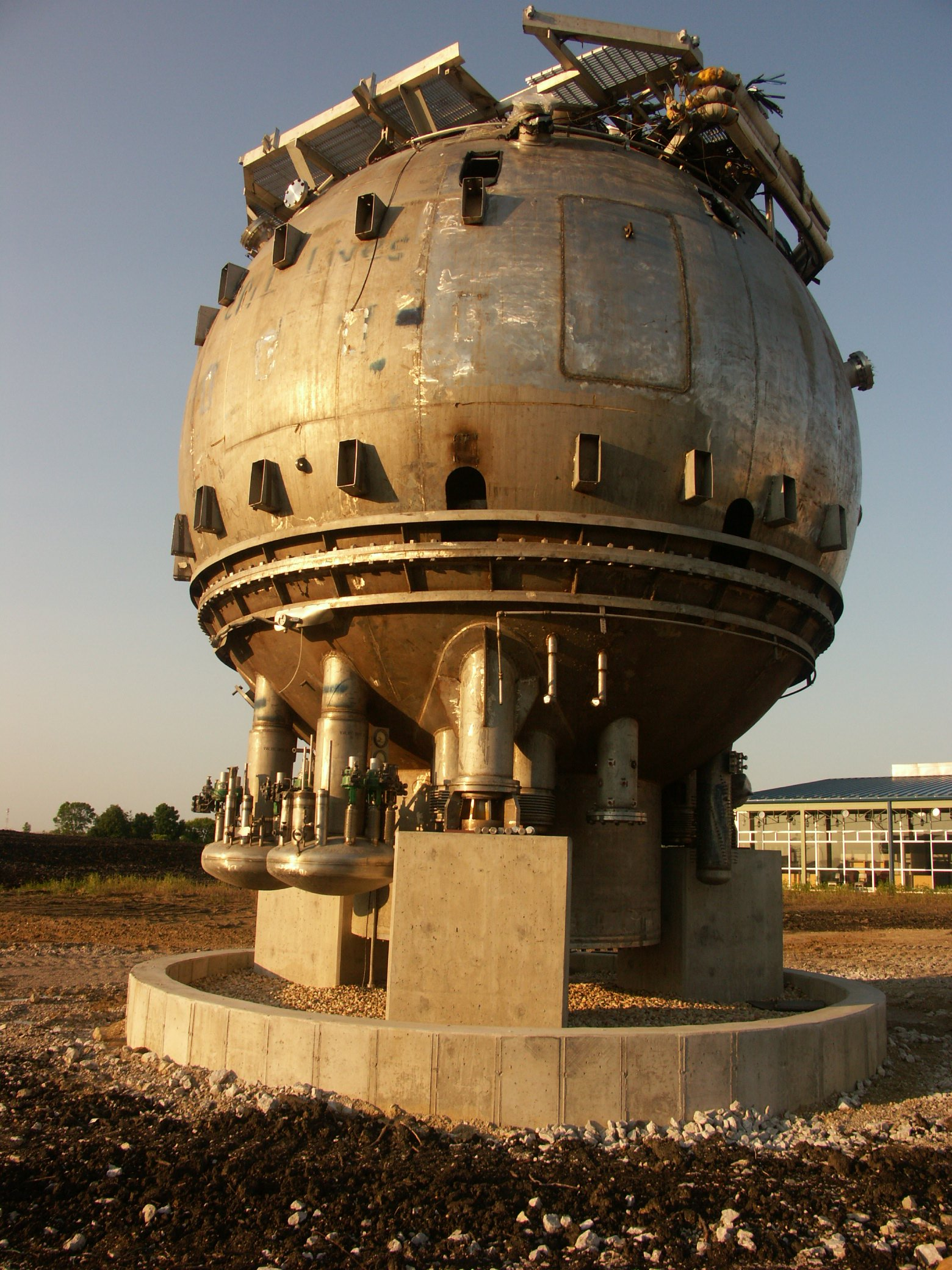
غرفة الفقاعة

حصل جلاسر على جائزة نوبل للفيزياء عام 1960 عن اختراعه غرفة الفقاقيع. سمح اختراعه للعلماء بمراقبة ما يحدث للحزم عالية الطاقة من المسرِّع، وبذلك مهّد الطريق للعديد من الاكتشافات المهمة.

## وصلات خارجية
- دونالد جلاسر على موقع IMDb (الإنجليزية)
- دونالد جلاسر على موقع الموسوعة البريطانية (الإنجليزية)
- دونالد جلاسر على موقع مونزينجر (الألمانية)
- دونالد جلاسر على موقع إن إن دي بي (الإنجليزية)
- دونالد جلاسر على موقع قاعدة بيانات الفيلم (الإنجليزية)